# Fraccionamiento del plasma sanguíneo

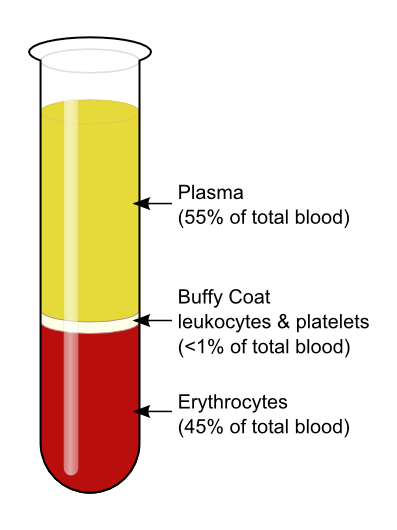
Fracciones de la sangre

El fraccionamiento del plasma sanguíneo se refiere a los procesos generales de separación de los diversos componentes del plasma sanguíneo. El plasma es un integrante de la sangre, que se obtiene mediante el fraccionamiento de sangre.

Las inmunoglobulinas derivadas del plasma están dando una nueva narrativa a la atención médica en una amplia gama de enfermedades inflamatorias autoinmunes. Se anticipa que esta aplicabilidad generalizada apalancará las perspectivas del mercado para el fraccionamiento de plasma, vinculado a presenciar una tasa de crecimiento anual compuesto del 7%. Se espera que la pandemia de COVID-19 genere oportunidades de crecimiento para el mercado de fraccionamiento de plasma.

## Plasma sanguíneo

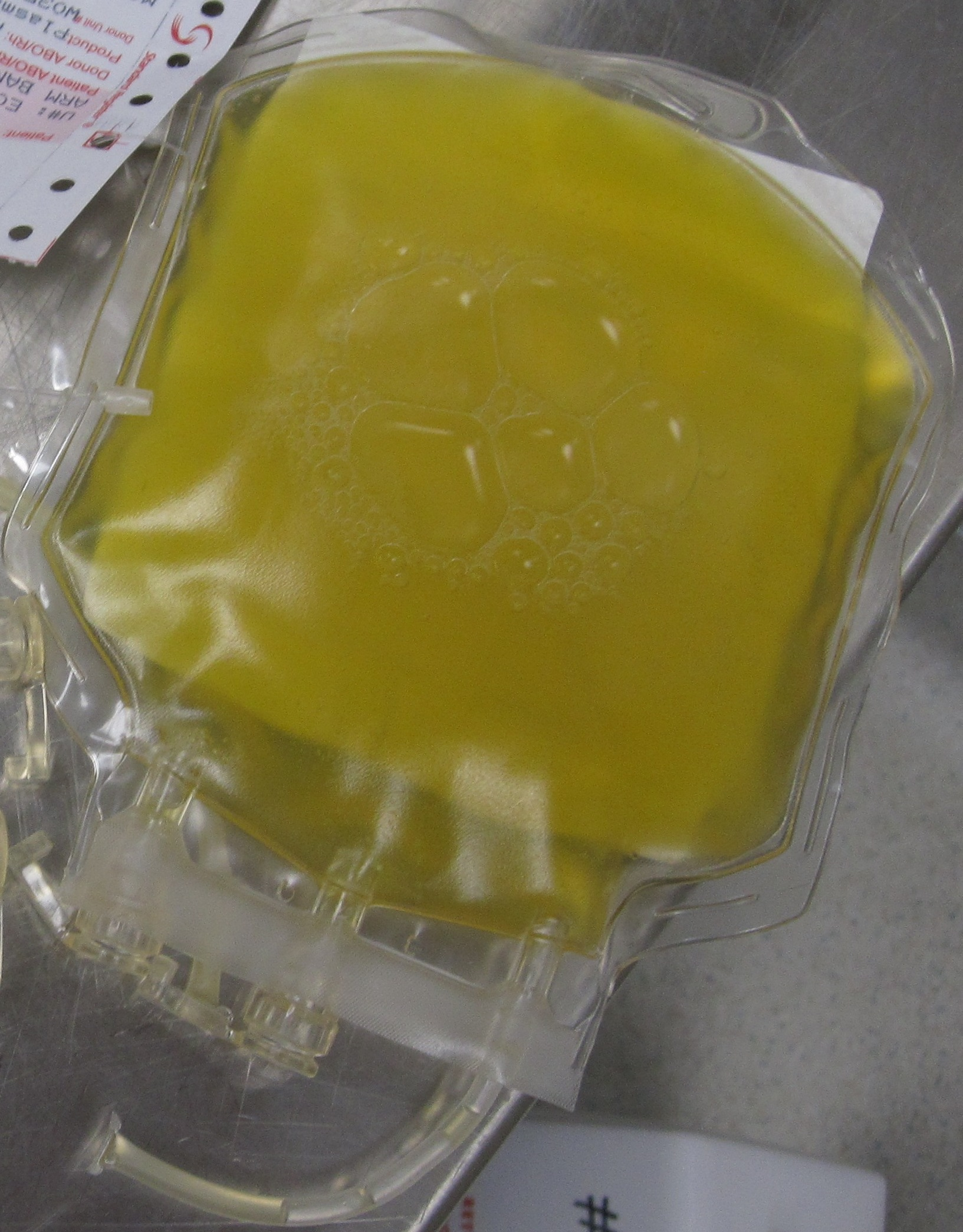
Plasma.

El plasma sanguíneo es el componente líquido de la sangre total y constituye aproximadamente el 55% del volumen sanguíneo total. Está compuesto principalmente de agua con pequeñas cantidades de minerales, sales, iones, nutrientes y proteínas en solución. En la sangre total, los glóbulos rojos, los leucocitos y las plaquetas están suspendidos dentro del plasma.

## Proteínas plasmáticas
El plasma contiene una gran variedad de proteínas que incluyen albúmina, inmunoglobulinas y proteínas de la coagulación como el fibrinógeno. La albúmina constituye aproximadamente el 60% de la proteína total en plasma y está presente en concentraciones entre 35 y 55 mg/mL. Es el principal contribuyente a la presión osmótica de la sangre y funciona como molécula portadora de moléculas con baja solubilidad en agua, como hormonas solubles en lípidos, enzimas, ácidos grasos, iones metálicos y compuestos farmacéuticos. La albúmina es estructuralmente estable debido a sus diecisiete enlaces disulfuro y es única porque tiene la mayor solubilidad en agua y el punto isoeléctrico (pI) más bajo de las proteínas plasmáticas. Debido a la integridad estructural de la albúmina, permanece estable en condiciones en las que la mayoría de las demás proteínas se desnaturalizan.

## Proteínas plasmáticas para uso clínico
Muchas de las proteínas del plasma tienen importantes usos terapéuticos. La albúmina se usa comúnmente para reponer y mantener el volumen sanguíneo después de una  lesión traumática, durante la cirugía y durante el intercambio de plasma. Dado que la albúmina es la proteína más abundante en el plasma, su uso puede ser el más conocido, pero muchas otras proteínas, aunque están presentes en concentraciones bajas, pueden tener importantes usos clínicos. 
Ejemplos de componentes plasmáticos para uso clínico
| Componente de plasma | Razones de uso |
| -------------------- | --- |
| factor VIII          | hemofilia A |
| factor IX            | hemofilia B |
| Factor X             | deficiencia congénita |
| factor XIII          | deficiencia congénita |
| Complejo PCC         | sobredosis de anticoagulante factor II y factor X si el factor X no está disponible deficiencias enfermedad hepática                               |
| inmunoglobulina      | profilaxis pasiva trastornos de inmunodeficiencia algunos tipos de púrpura trombocitopénica inmunitaria Síndrome de Guillain-Barré Polineuropatías |
| antitrombina III     | deficiencia congénita coagulación intravascular diseminada                                                                                         |
| fibrinógeno          | deficiencia congénita hemorragia masiva |
| Inhibidor de C1      | angioedema hereditario |
| albúmina             | hipoalbuminemia Ascitis Restauración del volumen sanguíneo en pacientes con traumatismos, quemaduras y cirugía                                     |
| alfa-I-antitripsina  | deficiencias hereditarias enfisema y cirrosis EPOC                                                                                                 |

## Procesamiento de plasma
Cuando el objetivo final del procesamiento de plasma es un componente de plasma purificado para inyección o transfusión, el componente de plasma debe ser muy puro. El primer método práctico a gran escala de fraccionamiento del plasma sanguíneo fue desarrollado por Edwin J. Cohn durante la Segunda Guerra Mundial. Se conoce como el proceso de Cohn (o método de Cohn). Este proceso también se conoce como fraccionamiento de etanol en frío, ya que implica aumentar gradualmente la concentración de etanol en la solución a 5 °C y 3 °C. El proceso de Cohn aprovecha las diferencias en las propiedades de las diversas proteínas plasmáticas, específicamente, la alta solubilidad y el bajo pI de la albúmina. A medida que la concentración de etanol aumenta en etapas del 0% al 40%, el [pH] se reduce de neutro (pH ~7) a aproximadamente 4,8, que está cerca del pI de la albúmina.  En cada etapa, ciertas proteínas se precipitan de la solución y se eliminan. El precipitado final es albúmina purificada. Existen varias variaciones de este proceso, incluido un método adaptado por Nitschmann y Kistler que usa menos pasos y reemplaza la centrifugación y la congelación a granel con filtración y diafiltración.
Algunos métodos más nuevos de purificación de albúmina agregan pasos de purificación adicionales al proceso de Cohn y sus variaciones, mientras que otros incorporan cromatografía, y algunos métodos son puramente cromatográficos. El procesamiento cromatográfico de albúmina como alternativa al proceso de Cohn surgió a principios de la década de 1980, sin embargo, no se adoptó ampliamente hasta más tarde debido a la disponibilidad inadecuada de equipos de cromatografía a gran escala.  Los métodos que incorporan cromatografía comienzan generalmente con plasma criodepletado sometido a intercambio de tampón mediante diafiltración o cromatografía de intercambio de tampón, para preparar el plasma para los siguientes pasos de cromatografía de intercambio iónico .  Después del intercambio iónico, generalmente hay más pasos de purificación cromatográfica e intercambio de tampón.

## Plasma para usos analíticos
Además de los usos clínicos de una variedad de proteínas plasmáticas, el plasma tiene muchos usos analíticos. El plasma contiene muchos biomarcadores que pueden desempeñar un papel en el diagnóstico clínico de enfermedades, y la separación del plasma es un paso necesario en la expansión del proteoma plasmático humano.

### Plasma en diagnóstico clínico
El plasma contiene una gran cantidad de proteínas, muchas de las cuales pueden usarse como biomarcadores, lo que indica la presencia de ciertas enfermedades en un individuo. Actualmente, la electroforesis 2D es el método principal para el descubrimiento y detección de biomarcadores en plasma. Esto implica la separación de proteínas plasmáticas en un gel aprovechando las diferencias en su tamaño y pI. Los biomarcadores de enfermedades potenciales pueden estar presentes en el plasma en concentraciones muy bajas, por lo que las muestras de plasma deben someterse a procedimientos de preparación para obtener resultados precisos mediante electroforesis 2D. Estos procedimientos de preparación tienen como objetivo eliminar los contaminantes que pueden interferir con la detección de biomarcadores, solubilizar las proteínas para que puedan someterse a un análisis de electroforesis 2D y preparar plasma con una pérdida mínima de proteínas de baja concentración, pero una eliminación óptima de proteínas de alta abundancia.
El futuro de los diagnósticos de laboratorio se dirige hacia la tecnología lab-on-a-chip, que llevará el laboratorio al punto de atención. Esto implica la integración de todos los pasos del proceso analítico, desde la extracción inicial de plasma de la sangre completa hasta el resultado analítico final, en un pequeño dispositivo de microfluidos. Esto es ventajoso porque reduce el tiempo de respuesta, permite el control de variables mediante la automatización y elimina los pasos laboriosos y de desperdicio de muestras en los procesos de diagnóstico actuales.

### Expansión del proteoma plasmático humano
El proteoma del plasma humano puede contener miles de proteínas, sin embargo, identificarlas presenta desafíos debido al amplio rango de concentraciones presentes. Algunas proteínas de baja abundancia pueden estar presentes en cantidades de picogramos (pg/mL), mientras que las proteínas de alta abundancia pueden estar presentes en cantidades de miligramos (mg/mL). Muchos esfuerzos para expandir el proteoma del plasma humano superan esta dificultad al acoplar algún tipo de cromatografía líquida de alta resolución (HPLC) o cromatografía líquida de fase inversa (RPLC) con cromatografía de intercambio catiónico de alta eficacia y espectrometría de masas en tándem posterior para la identificación de proteínas.